# I LOVE YOUより愛してる (アルバム)
『I Love Youより愛してる』（アイ・ラブ・ユーよりあいしてる）は、1983年12月21日に発売されたアン・ルイスの10枚目のスタジオ・アルバム。発売元はビクターレコード。規格品番は、LP: SJX-30211。

## 概要
レコーディングはロンドンのEDEN STUDIOで行われた。サウンド・プロデュースはギタリストの西慎嗣が担当。演奏にはスコット・ゴーハム、ジョン・ギブリンなどロンドンの有名ミュージシャンが多数参加している。
同タイトルの先行シングル曲「I Love Youより愛してる」を収録。A-1「女・Tonite」は、1984年に作曲を手がけたNOBODYがライブアルバム『LIVE ワン!』にて「BACK TO BACK」というタイトルでセルフカバーされ、1985年に早見優が「Tonight」とタイトルを変更しカバーしている。
CDは1986年に発売されて以降、廃盤の状態が続いていたが、2007年6月21日に紙ジャケット仕様で再発売され、2013年8月28日にはタワーレコード限定で再発売された。また、2022年3月2日にはMEG-CDの取扱いが開始されている。

## 収録曲

### LP／CT
| 全編曲: SHINJI NISHI（西慎嗣）。 |                             |                                 |                            |       |
| #                                | タイトル                    | 作詞                            | 作曲                       | 時間  |
| 1.                               | 「女・Tonite」              | ANNIE, SHIRILEY, SUMIO          | NOBODY                     | 3:10  |
| 2.                               | 「Driftin' In the Morning」 | JOHN JAY, MANFRED KOEHLER GRUND | HANS BONNEVAL              | 4:00  |
| 3.                               | 「Imagination」             | HISATO CHAR TAKENAKA            | HISATO CHAR TAKENAKA       | 4:14  |
| 4.                               | 「Close To You」            | STEVE COLYER, DAVID MARTIN      | STEVE COLYER, DAVID MARTIN | 3:55  |
| 5.                               | 「少しだけ・Remember」      | ANNIE                           | SHINJI NISHI               | 3:59  |
| 合計時間:                        | 合計時間:                   | 合計時間:                       | 合計時間:                  | 19:18 |

| 全編曲: SHINJI NISHI。 |                                                                         |                      |                      |       |
| #                      | タイトル                                                                | 作詞                 | 作曲                 | 時間  |
| 1.                     | 「Genki Juice」                                                         | ANNIE, SHINJI, KADO  | SHINJI NISHI         | 3:25  |
| 2.                     | 「Surrender」                                                           | STEVE COLYER         | STEVE COLYER         | 3:25  |
| 3.                     | 「Time Sometimes」                                                      | HISATO CHAR TAKENAKA | HISATO CHAR TAKENAKA | 3:10  |
| 4.                     | 「You And I」                                                           | ANNIE                | ANNIE, SHINJI NISHI  | 3:50  |
| 5.                     | 「I Love Youより愛してる」(アルバムと同タイトルの22枚目のシングルA面曲) | MOMOE MIURA          | NOBODY               | 3:15  |
| 合計時間:              | 合計時間:                                                               | 合計時間:            | 合計時間:            | 17:05 |

### CD
| 全編曲: SHINJI NISHI。 |                             |                                 |                            |       |
| #                      | タイトル                    | 作詞                            | 作曲                       | 時間  |
| 1.                     | 「女・Tonite」              | ANNIE, SHIRILEY, SUMIO          | NOBODY                     | 3:10  |
| 2.                     | 「Driftin' In the Morning」 | JOHN JAY, MANFRED KOEHLER GRUND | HANS BONNEVAL              | 4:00  |
| 3.                     | 「Imagination」             | HISATO CHAR TAKENAKA            | HISATO CHAR TAKENAKA       | 4:14  |
| 4.                     | 「Close To You」            | STEVE COLYER, DAVID MARTIN      | STEVE COLYER, DAVID MARTIN | 3:55  |
| 5.                     | 「少しだけ・Remember」      | ANNIE                           | SHINJI NISHI               | 3:59  |
| 6.                     | 「Genki Juice」             | ANNIE, SHINJI, KADO             | SHINJI NISHI               | 3:25  |
| 7.                     | 「Surrender」               | STEVE COLYER                    | STEVE COLYER               | 3:25  |
| 8.                     | 「Time Sometimes」          | HISATO CHAR TAKENAKA            | HISATO CHAR TAKENAKA       | 3:10  |
| 9.                     | 「You And I」               | ANNIE                           | ANNIE, SHINJI NISHI        | 3:50  |
| 10.                    | 「I Love Youより愛してる」  | MOMOE MIURA                     | NOBODY                     | 3:15  |
| 合計時間:              | 合計時間:                   | 合計時間:                       | 合計時間:                  | 36:48 |

## 参考資料
- オリコン『ALBUM CHART-BOOK COMPLETE EDITION 1970-2005』オリコン・マーケティング・プロモーション、2006年4月。ISBN 978-4-87131-077-2。
- アン・ルイス『I LOVE YOUより愛してる』（ライナーノーツ）ビクターエンタテインメント、2007年6月21日。VICL-62423。
- アン・ルイス I Love Youより愛してる  – Watanabe Music Publishing
- アン・ルイス、80年代に発表したアルバム4タイトルが紙ジャケ復刻！  – CDジャーナル
- 6月5日はアン・ルイスの誕生日～唯一無二の二面性  – 大人のMusicCalendar